# Are “Friends” Electric?
«Are “Friends” Electric?» es una canción interpretada por la banda británica Tubeway Army para su álbum de 1979, Replicas. Fue publicado como sencillo el 4 de mayo del mismo año y alcanzó la posición #1 en el UK Singles Chart por 4 semanas. Fue escrita y producida por Gary Numan, vocalista de la banda. También fue el último sencillo de la banda antes de su separación.

## Música y producción
«Are “Friends” Electric?» fue compuesta originalmente en un viejo piano desafinado. Inicialmente se combinaron dos canciones diferentes. Numan lo grabó en un sintetizador Polymoog, junto con la batería y el bajo eléctrico.
Numan se topó con los sintetizadores por accidente. Mientras tenía la intención de grabar un álbum punk, él se dio cuenta de que un sintetizador Minimoog se había dejado en el estudio.

## Recepción de la crítica
A pesar de tener una duración mayor a 5 minutos, el sencillo alcanzó el puesto #1 en el Reino Unido a mediados de 1979. Si bien el sonido distintivo de la canción se destacó en ese momento, las ventas también se beneficiaron del uso de un disco ilustrado por parte de la compañía discográfica y la sorprendente actuación “robótica” de Numan en los programas de televisión The Old Grey Whistle Test y Top of the Pops.
Cliff White, escribiendo para Smash Hits en 1979, describió la canción como “un muro oscuro y amenazante de sonido sintetizado” que “latía siniestramente detrás de una canción sombría de paranoia y soledad”.
Retrospectivamente, la canción ha sido descrita  como “un monólogo atmosférico, con un sonido casi frígido, empalmado sobre espeluznantes sintetizadores nocturnos” que “no tenía un gancho o coro a la vista”.

## Lista de canciones
Todas las canciones escritas y compuestas por Gary Numan.
1. «Are “Friends” Electric?» – 5:25
2. «We Are So Fragile» – 2:56

## Créditos
Créditos adaptados desde las notas del álbum.
Tubeway Army
- Gary Numan – sintetizadores Minimoog y Polymoog, guitarra, voz principal
- Paul Gardiner – bajo eléctrico
- Jess Lidyard – batería

## Posicionamiento
| Gráficas (1979)                   | Pico de posición |
| --------------------------------- | ---------------- |
| Australia (Kent Music Report)     | 12               |
| Austria (Ö3 Austria Top 40)       | 12               |
| Bélgica (Ultratop 50 Flanders)    | 21               |
| Irlanda (Irish Singles Chart)     | 3                |
| Países Bajos (Nederlandse Top 40) | 9                |
| Países Bajos (Single Top 100)     | 9                |
| Nueva Zelanda (Recorded Music NZ) | 8                |
| Reino Unido (UK Singles Chart)    | 1                |
| Alemania (Official German Charts) | 23               |

## Certificaciones y ventas
| País              | Certificación | Ventas   |
| ----------------- | ------------- | -------- |
| Reino Unido (BPI) | Oro           | 500,000^ |

## Otras versiones
La canción fue versionada por la banda estadounidense Information Society en su álbum  Don't Be Afraid (1997), y por The Dead Weather como lado B de su sencillo «Hang You from the Heavens» (2009).
La canción también fue versionada por la banda estadounidense de rock Weezer, y fue publicada junto con su sencillo «Pork and Beans». En 2018, Kevin Max versionó la canción en su álbum conceptual Romeo Drive.